# マーク・ダースマ
マーク・ダースマ（Mark Duursma、1982年5月9日 - ）は、オランダの北ホラント州ハールレム出身の野球選手(捕手)。現在は、オランダ国内リーグのホーフトクラッセのファーセン・ピオニールスに所属している。
マイケル・ダースマとは、兄弟である。

## 経歴
2005年からコニカミノルタ・ピオニールスに所属している。